# دالة متجهية
دالة ذات قيمة متجهية ، والتي يشار إليها أيضًا باسم دالة متجهية ، هي دالة رياضية لمتغير واحد أو أكثر يكون مداها عبارة عن مجموعة من المتجهات متعددة الأبعاد أو متجهات لا نهائية الأبعاد . يمكن أن تكون مدخلات الدالة المتجهية عدداً أو متجهًا (أي أن أبعاد المجال يمكن أن تكون 1 أو أكبر من 1) ؛ لا يتم تحديد بُعد مجال الدالة بواسطة بُعد النطاق.

## مثال: اللولب

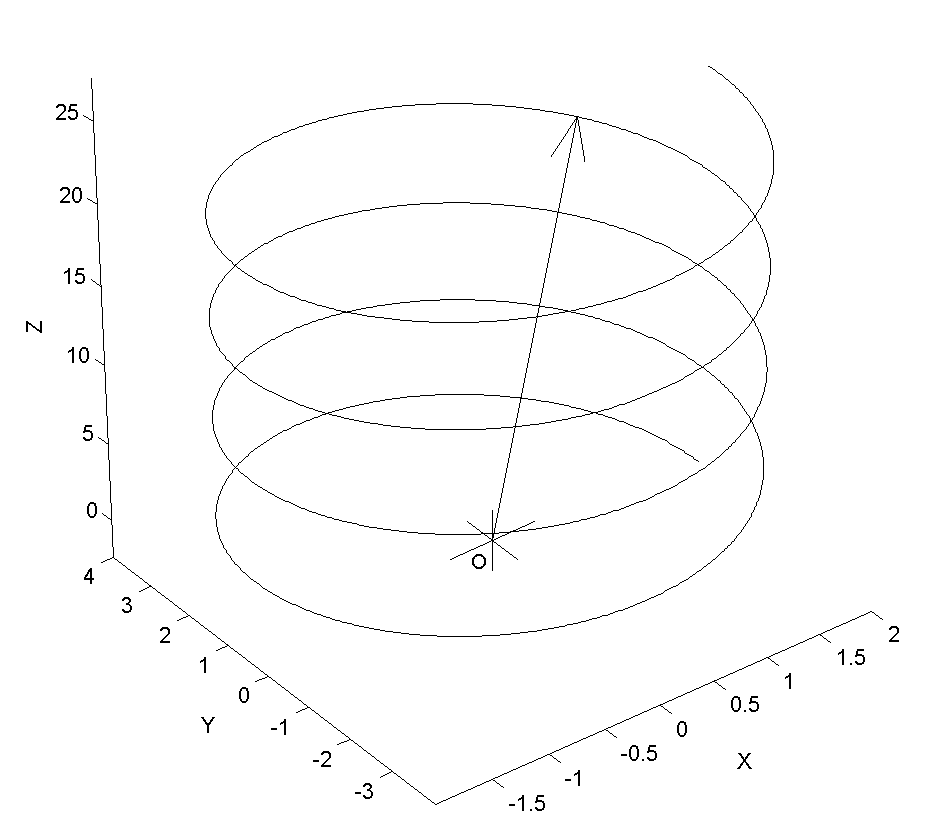
رسم بياني للدالة المتجهية

من الأمثلة الشائعة لدالة متجهية هي تلك التي تعتمد على متغير حقيقي واحد {\displaystyle t} ، غالبًا ما تمثل الوقت ، مما ينتج متجهًا {\displaystyle v(t)} كنتيجة. من حيث متجهات الوحدة القياسية {\displaystyle i,j,k} لنظام الإحداثيات الديكارتية ، يتم تمثيل هذه الأنواع المحددة من الدوال المتجهية بواسطة علاقات مثل :
- {\displaystyle \mathbf {r} (t)=f(t)\mathbf {i} +g(t)\mathbf {j} +h(t)\mathbf {k} }

حيث {\displaystyle f(t)} و{\displaystyle g(t)} و {\displaystyle g(t)} هي دوال إحداثيات للمتغير t ، ومنطلق هذه الدالة ذات القيمة المتجهية هو تقاطع مجال الوظائف {\displaystyle f} و {\displaystyle g} و {\displaystyle h} . يمكن تمثيل هذه الدوال المتجهية بطريقة مختلفة :
- {\displaystyle \mathbf {r} (t)=\langle f(t),g(t),h(t)\rangle }

المتجه {\displaystyle r(t)} له ذيله في الأصل ورأسه عند الإحداثيات التي يتم اعطائها بواسطة الدالة.
في المستوى (2D)، يمكننا تمثيل الدوال المتجهية كالآتي :
- {\displaystyle \mathbf {r} (t)=f(t)\mathbf {i} +g(t)\mathbf {j} } أو
- {\displaystyle \mathbf {r} (t)=\langle f(t),g(t)\rangle }

## الحالة الخطية
في الحالة الخطية ، يمكن التعبير عن الدالة المتجهية بواسطة المصفوفات :
{\displaystyle y=Ax+b}
حيث {\displaystyle y} عبارة عن متجه أبعاده هي {\displaystyle n\times 1}، {\displaystyle x} هو متجه مدخل أبعاده هي {\displaystyle k\times 1}، و {\displaystyle A} عبارة عن مصفوفة أبعادها هي {\displaystyle n\times k} ، و b متجه n × 1 للمعلمات .
تستعمل الحالة الخطية غالبًا في تحليل الانحدار.

## مشتق دالة متجهية ثلاثية الأبعاد
يمكن اشتقاق العديد من الدوال المتجهية ، مثل الدوال ذات القيمة العددية ، ببساطة عن طريق اشتقاق الإحداثيات في نظام الإحداثيات الديكارتية. وهكذا ، إذا
{\displaystyle \mathbf {r} (t)=f(t)\mathbf {i} +g(t)\mathbf {j} +h(t)\mathbf {k} }
هي دالة متجهية ، إذن فإشتقاقها هو
{\displaystyle {\frac {d\mathbf {r} (t)}{dt}}=f'(t)\mathbf {i} +g'(t)\mathbf {j} +h'(t)\mathbf {k} }
يقبل مشتق المتجه التأويل الفيزيائي التالي: إذا كان {\displaystyle r(t)} يمثل موضع جسيم ، فإن المشتق هو سرعة هذا الجسيم
{\displaystyle \mathbf {v} (t)={\frac {d\mathbf {r} (t)}{dt}}}
وبالمثل ، فإن مشتق السرعة هو التسارع
{\displaystyle {\frac {d\mathbf {v} (t)}{dt}}=\mathbf {a} (t)}